# Deuxième circonscription de la Manche
La deuxième circonscription de la Manche, aussi appelée circonscription d'Avranches - Granville, est l'une des quatre circonscriptions législatives françaises que compte le département de la Manche (50) situé en région Normandie.

## Description géographique et démographique

### De 1958 à 1986
Le département avait cinq circonscriptions.
La deuxième circonscription de la Manche était composée de :
- canton d'Avranches
- canton de Barenton
- canton de Brécey
- canton de Ducey
- canton de La Haye-Pesnel
- canton d'Isigny-le-Buat
- canton de Juvigny-le-Tertre
- canton de Mortain
- canton de Pontorson
- canton de Saint-Hilaire-du-Harcouët
- canton de Saint-James
- canton de Saint-Pois
- canton de Sartilly
- canton de Sourdeval
- canton du Teilleul

Source : Journal Officiel du 14-15 Octobre 1958.

### De 1988 à 2010
La deuxième circonscription de la Manche était composée de :
- canton d'Avranches
- canton de Barenton
- canton de Brécey
- canton de Ducey
- canton de La Haye-Pesnel
- canton d'Isigny-le-Buat
- canton de Juvigny-le-Tertre
- canton de Mortain
- canton de Pontorson
- canton de Saint-Hilaire-du-Harcouët
- canton de Saint-James
- canton de Saint-Pois
- canton de Sartilly
- canton de Sourdeval
- canton du Teilleul

### Depuis 2010
Depuis le redécoupage des circonscriptions de 2010 et le passage du département de cinq circonscriptions à quatre, la circonscription regroupe les divisions administratives suivantes : 
- Canton d'Avranches
- Canton de Barenton
- Canton de Brécey
- Canton de Ducey
- Canton de Granville
- Canton de La Haye-Pesnel
- Canton d'Isigny-le-Buat
- Canton de Juvigny-le-Tertre
- Canton de Mortain
- Canton de Pontorson
- Canton de Saint-Hilaire-du-Harcouët
- Canton de Saint-James
- Canton de Saint-Pois
- Canton de Sartilly
- Canton de Sourdeval
- Canton du Teilleul.

Elle correspond à l'arrondissement d'Avranches. Avant les élections législatives de 2012, le canton de Granville participait à l'élection du député de la troisième circonscription
D'après le recensement de la population de 2012, réalisé par l'Insee, la population totale de cette circonscription est estimée à 123 415 habitants.

## Historique des députations
| Législature | Début de mandat | Fin de mandat  | Député         | Parti politique | Observations |
| ----------- | --------------- | -------------- | -------------- | --------------- | --- |
| VIIIe       | 2 avril 1986    | 14 mai 1988    | René André     | RPR             | Proportionnelle par département, pas de député par circonscription. Mandat écourté à la suite d'une dissolution parlementaire décidée par François Mitterrand. |
| IXe         | 23 juin 1988    | 1er avril 1993 | René André     | RPR             | |
| Xe          | 2 avril 1993    | 21 avril 1997  | René André,    | RPR,            | Mandat écourté à la suite d'une dissolution parlementaire décidée par Jacques Chirac.                                                                          |
| XIe         | 12 juin 1997    | 18 juin 2002   | René André     | RPR             | |
| XIIe        | 19 juin 2002    | 19 juin 2007   | René André,    | UMP,            | |
| XIIIe       | 20 juin 2007    | 19 juin 2012   | Guénhaël Huet  | UMP             | |
| XIVe        | 20 juin 2012    | 20 juin 2017   | Guénhaël Huet  | UMP             | |
| XVe         | 21 juin 2017    | 21 juin 2022   | Bertrand Sorre | LREM            | |
| XVIe        | 22 juin 2022    | 9 juin 2024    | Bertrand Sorre | LREM            | Mandat écourté à la suite d'une dissolution parlementaire décidée par Emmanuel Macron.                                                                         |

## Historique des élections

### Élections de 1958
| Candidat       | Candidat           | Parti          | Premier tour | Premier tour | Second tour | Second tour |  |
| Candidat       | Candidat           | Parti          | Voix         | %            | Voix        | %           |  |
| -------------- | ------------------ | -------------- | ------------ | ------------ | ----------- | ----------- |  |
|                | Pierre Hénault élu | app. CNIP      | 16 633       | 32,97        | 22 707      | 44,69       |  |
|                | Maxime Fauchon     | CNIP           | 12 821       | 25,41        | 10 326      | 20,32       |  |
|                | Louis Fouilleul    | Modérés        | 12 224       | 24,23        | 12 660      | 24,92       |  |
|                | Auguste Huet       | UNR            | 4 552        | 9,02         | 2 706       | 5,33        |  |
|                | Léon Poirier       | SFIO           | 2 639        | 5,23         | 2 409       | 4,74        |  |
|                | Jacques Simon      | PCF            | 1 586        | 3,14         |             |             |  |
|                |                    |                |              |              |             |             |  |
| Inscrits       | Inscrits           | Inscrits       | 68 034       | 100,00       | 67 912      | 100,00      |  |
| Abstentions    | Abstentions        | Abstentions    | 15 351       | 22,56        | 15 949      | 23,48       |  |
| Votants        | Votants            | Votants        | 52 683       | 77,44        | 51 963      | 76,52       |  |
| Blancs et nuls | Blancs et nuls     | Blancs et nuls | 2 228        | 4,23         | 1 155       | 2,22        |  |
| Exprimés       | Exprimés           | Exprimés       | 50 455       | 95,77        | 50 808      | 97,78       |  |

Le suppléant de Pierre Hénault était Xavier du Hamel de Milly, agriculteur, maire de Milly.

### Élections de 1962
|                | Émile Bizet élu        | UNR-UDT        | 22 382 | 53,57  |  |  |  |
|                | Pierre Hénault sortant | CNIP           | 12 043 | 28,82  |  |  |  |
|                | Auguste Huet           | Modérés        | 4 582  | 10,97  |  |  |  |
|                | Yves Berhaut           | PCF            | 2 773  | 6,64   |  |  |  |
|                |                        |                |        |        |  |  |  |
| Inscrits       | Inscrits               | Inscrits       | 66 390 | 100,00 |  |  |  |
| Abstentions    | Abstentions            | Abstentions    | 22 151 | 33,36  |  |  |  |
| Votants        | Votants                | Votants        | 44 239 | 66,64  |  |  |  |
| Blancs et nuls | Blancs et nuls         | Blancs et nuls | 2 459  | 5,56   |  |  |  |
| Exprimés       | Exprimés               | Exprimés       | 41 780 | 94,44  |  |  |  |

Le suppléant d'Émile Bizet était André Chauvois, agriculteur, maire de Curey.

### Élections de 1967
| Candidat       | Candidat                  | Parti          | Premier tour | Premier tour | Second tour | Second tour |  |
| Candidat       | Candidat                  | Parti          | Voix         | %            | Voix        | %           |  |
| -------------- | ------------------------- | -------------- | ------------ | ------------ | ----------- | ----------- |  |
|                | Émile Bizet sortant réélu | UD-Ve          | 22 613       | 43,79        | 27 485      | 56,65       |  |
|                | Paul Guinebault           | Modérés        | 13 731       | 26,59        | 21 035      | 43,35       |  |
|                | Pierre Hénault            | Modérés        | 7 292        | 14,12        | Retrait     | Retrait     |  |
|                | Robert Gras               | FGDS (CIR)     | 3 714        | 7,19         |             |             |  |
|                | Claude Lacoste            | PCF            | 2 667        | 5,16         |             |             |  |
|                | Auguste Huet              | Modérés        | 1 621        | 3,14         |             |             |  |
|                |                           |                |              |              |             |             |  |
| Inscrits       | Inscrits                  | Inscrits       | 64 893       | 100,00       | 64 888      | 100,00      |  |
| Abstentions    | Abstentions               | Abstentions    | 11 866       | 18,29        | 14 006      | 21,58       |  |
| Votants        | Votants                   | Votants        | 53 027       | 81,71        | 50 882      | 78,42       |  |
| Blancs et nuls | Blancs et nuls            | Blancs et nuls | 1 389        | 2,62         | 2 362       | 4,64        |  |
| Exprimés       | Exprimés                  | Exprimés       | 51 638       | 97,38        | 48 520      | 95,36       |  |

Le suppléant d'Émile Bizet était Émile Lebourgeois, agriculteur-fermier, maire de La Lucerne-d'Outremer.

### Élections de 1968
|                | Émile Bizet sortant réélu | UDR (URP)      | 41 793 | 83,96  |  |  |  |
|                | Armand Roquet             | PSU (FGDS)     | 5 254  | 10,56  |  |  |  |
|                | Claude Lacoste            | PCF            | 2 730  | 5,48   |  |  |  |
|                |                           |                |        |        |  |  |  |
| Inscrits       | Inscrits                  | Inscrits       | 64 371 | 100,00 |  |  |  |
| Abstentions    | Abstentions               | Abstentions    | 11 996 | 18,64  |  |  |  |
| Votants        | Votants                   | Votants        | 52 375 | 81,36  |  |  |  |
| Blancs et nuls | Blancs et nuls            | Blancs et nuls | 2 598  | 4,96   |  |  |  |
| Exprimés       | Exprimés                  | Exprimés       | 49 777 | 95,04  |  |  |  |

Le suppléant d'Émile Bizet était Émile Lebourgeois.

### Élections de 1973
| Candidat       | Candidat                  | Parti          | Premier tour | Premier tour | Second tour | Second tour |  |
| Candidat       | Candidat                  | Parti          | Voix         | %            | Voix        | %           |  |
| -------------- | ------------------------- | -------------- | ------------ | ------------ | ----------- | ----------- |  |
|                | Émile Bizet sortant réélu | UDR (URP)      | 25 744       | 48,31        | 27 946      | 100,00      |  |
|                | Pierre Aguiton            | RI (URP)       | 18 302       | 34,35        | Retrait     | Retrait     |  |
|                | François Bernardi         | PS (UGSD)      | 5 800        | 10,89        |             |             |  |
|                | Claude Lacoste            | PCF            | 3 438        | 6,45         |             |             |  |
|                |                           |                |              |              |             |             |  |
| Inscrits       | Inscrits                  | Inscrits       | 65 682       | 100,00       | 65 679      | 100,00      |  |
| Abstentions    | Abstentions               | Abstentions    | 10 790       | 16,43        | 28 586      | 43,52       |  |
| Votants        | Votants                   | Votants        | 54 892       | 83,57        | 37 093      | 56,48       |  |
| Blancs et nuls | Blancs et nuls            | Blancs et nuls | 1 608        | 2,93         | 9 147       | 24,66       |  |
| Exprimés       | Exprimés                  | Exprimés       | 53 284       | 97,07        | 27 946      | 75,34       |  |

Le suppléant d'Émile Bizet était Émile Lebourgeois.

### Élections de 1978
| Candidat       | Candidat                  | Parti          | Premier tour | Premier tour | Second tour | Second tour |  |
| Candidat       | Candidat                  | Parti          | Voix         | %            | Voix        | %           |  |
| -------------- | ------------------------- | -------------- | ------------ | ------------ | ----------- | ----------- |  |
|                | Émile Bizet sortant réélu | RPR            | 25 949       | 42,46        | 29 847      | 58          |  |
|                | Pierre Aguiton            | UDF (PR)       | 19 749       | 32,31        | 21 609      | 42          |  |
|                | Roger Maunoury            | PS             | 7 846        | 12,84        |             |             |  |
|                | Claude Lacoste            | PCF            | 3 938        | 6,44         |             |             |  |
|                | Claude Rayon              | Écologie 78    | 2 293        | 3,75         |             |             |  |
|                | Philippe Biville          | LO             | 1 346        | 2,2          |             |             |  |
|                |                           |                |              |              |             |             |  |
| Inscrits       | Inscrits                  | Inscrits       | 72 995       | 100,00       | 72 910      | 100,00      |  |
| Abstentions    | Abstentions               | Abstentions    | 10 817       | 14,82        | 14 492      | 19,88       |  |
| Votants        | Votants                   | Votants        | 62 178       | 85,18        | 58 418      | 80,12       |  |
| Blancs et nuls | Blancs et nuls            | Blancs et nuls | 1 057        | 1,7          | 6 962       | 11,92       |  |
| Exprimés       | Exprimés                  | Exprimés       | 61 121       | 98,3         | 51 456      | 88,08       |  |

Le suppléant d'Émile Bizet était Denis Gautier-Sauvagnac, Directeur de cabinet à la Communauté Européenne.

### Élections de 1981
|                | Émile Bizet sortant réélu | RPR (UNM)      | 36 782 | 69,27  |  |  |  |
|                | André Josset              | PS             | 13 975 | 26,32  |  |  |  |
|                | Yves Guenée               | PCF            | 2 341  | 4,41   |  |  |  |
|                |                           |                |        |        |  |  |  |
| Inscrits       | Inscrits                  | Inscrits       | 74 096 | 100,00 |  |  |  |
| Abstentions    | Abstentions               | Abstentions    | 19 529 | 26,36  |  |  |  |
| Votants        | Votants                   | Votants        | 54 567 | 73,64  |  |  |  |
| Blancs et nuls | Blancs et nuls            | Blancs et nuls | 1 469  | 2,69   |  |  |  |
| Exprimés       | Exprimés                  | Exprimés       | 53 098 | 97,31  |  |  |  |

Le suppléant d'Émile Bizet était René André, avocat, conseiller municipal d'Avranches. René André remplaça Émile Bizet, décédé, du 8 février 1983 au 1er avril 1986.

### Élections de 1988
|                | René André sortant réélu   | RPR (URC)      | 26 811 | 52,12  |  |  |  |
|                | Philippe Durand            | PS             | 11 032 | 21,45  |  |  |  |
|                | Michel Thoury              | UDF (CDS)      | 10 018 | 19,48  |  |  |  |
|                | Huguette Tardif de Moidrey | FN             | 2 200  | 4,28   |  |  |  |
|                | Yves Guenée                | PCF            | 1 377  | 2,68   |  |  |  |
|                |                            |                |        |        |  |  |  |
| Inscrits       | Inscrits                   | Inscrits       | 74 746 | 100,00 |  |  |  |
| Abstentions    | Abstentions                | Abstentions    | 22 140 | 29,62  |  |  |  |
| Votants        | Votants                    | Votants        | 52 606 | 70,38  |  |  |  |
| Blancs et nuls | Blancs et nuls             | Blancs et nuls | 1 168  | 2,22   |  |  |  |
| Exprimés       | Exprimés                   | Exprimés       | 51 438 | 97,78  |  |  |  |

Le suppléant de René André était Gabriel Destais, conseiller général, maire de Mortain.

### Élections de 1993
|                | René André sortant réélu | RPR (UPF)      | 32 306 | 63,3   |  |  |  |
|                | Philippe Durand          | PS (ADFP)      | 6 411  | 12,56  |  |  |  |
|                | Henri Cheval             | FN             | 3 855  | 7,55   |  |  |  |
|                | Remy Lebascle            | GÉ (EÉ)        | 3 425  | 6,71   |  |  |  |
|                | Raymond Legrand          | LT-LNÉ         | 1 852  | 3,63   |  |  |  |
|                | Yves Guenée              | PCF            | 1 558  | 3,05   |  |  |  |
|                | Caroline Gautier         | UDI            | 977    | 1,91   |  |  |  |
|                | Jean-Philippe Mallet     | Divers droite  | 649    | 1,27   |  |  |  |
|                |                          |                |        |        |  |  |  |
| Inscrits       | Inscrits                 | Inscrits       | 74 272 | 100,00 |  |  |  |
| Abstentions    | Abstentions              | Abstentions    | 19 982 | 26,9   |  |  |  |
| Votants        | Votants                  | Votants        | 54 290 | 73,1   |  |  |  |
| Blancs et nuls | Blancs et nuls           | Blancs et nuls | 3 257  | 6      |  |  |  |
| Exprimés       | Exprimés                 | Exprimés       | 51 033 | 94     |  |  |  |

Le suppléant de René André était Albert Bazire, chef d'entreprise, conseiller général, maire de Sourdeval.

### Élections de 1997
|                | René André sortant réélu      | RPR            | 26 053 | 54,6   |  |  |  |
|                | Brigitte Chaumont             | PS             | 10 181 | 21,34  |  |  |  |
|                | Jean-Marie Lemoine Le Chesnay | FN             | 5 431  | 11,38  |  |  |  |
|                | Alain Millien                 | Les Verts      | 4 157  | 8,71   |  |  |  |
|                | Antoine Peyry                 | PCF            | 1 895  | 3,97   |  |  |  |
|                |                               |                |        |        |  |  |  |
| Inscrits       | Inscrits                      | Inscrits       | 73 751 | 100,00 |  |  |  |
| Abstentions    | Abstentions                   | Abstentions    | 21 629 | 29,33  |  |  |  |
| Votants        | Votants                       | Votants        | 52 122 | 70,67  |  |  |  |
| Blancs et nuls | Blancs et nuls                | Blancs et nuls | 4 405  | 8,45   |  |  |  |
| Exprimés       | Exprimés                      | Exprimés       | 47 717 | 91,55  |  |  |  |

Le suppléant de René André était Michel Ganné, conseiller général UDF du canton de Saint-Hilaire-du-Harcouët, maire de Saint-Hilaire-du-Harcouët.

### Élections de 2002
|                | René André sortant réélu      | UMP              | 26 215 | 53,4   |  |  |  |
|                | Bernard Tréhet                | Divers droite    | 6 411  | 13,06  |  |  |  |
|                | Marc Brière                   | PCF              | 5 787  | 11,79  |  |  |  |
|                | Jean-Marc Denier              | FN               | 3 087  | 6,29   |  |  |  |
|                | Christelle Datin              | CPNT             | 2 742  | 5,59   |  |  |  |
|                | Bernard Le Gac                | Les Verts        | 1 242  | 2,53   |  |  |  |
|                | Bernadette Millet             | LCR              | 993    | 2,02   |  |  |  |
|                | Bernard Monique Kaufling      | Divers           | 754    | 1,54   |  |  |  |
|                | Idilio Valdenebro             | LO               | 642    | 1,31   |  |  |  |
|                | Josiane Chevrier              | Pôle républicain | 453    | 0,92   |  |  |  |
|                | Joël Lebrun                   | GÉ               | 415    | 0,85   |  |  |  |
|                | Jean-Marie Lemoine Le Chesnay | MNR              | 351    | 0,71   |  |  |  |
|                |                               |                  |        |        |  |  |  |
| Inscrits       | Inscrits                      | Inscrits         | 75 123 | 100,00 |  |  |  |
| Abstentions    | Abstentions                   | Abstentions      | 24 792 | 33     |  |  |  |
| Votants        | Votants                       | Votants          | 50 331 | 67     |  |  |  |
| Blancs et nuls | Blancs et nuls                | Blancs et nuls   | 1 239  | 2,46   |  |  |  |
| Exprimés       | Exprimés                      | Exprimés         | 49 092 | 97,54  |  |  |  |

Le suppléant de René André était Michel Ganné.

### Élections de 2007
| Candidat       | Candidat             | Parti               | Premier tour | Premier tour | Second tour | Second tour |  |
| Candidat       | Candidat             | Parti               | Voix         | %            | Voix        | %           |  |
| -------------- | -------------------- | ------------------- | ------------ | ------------ | ----------- | ----------- |  |
|                | Philippe Bas         | UMP                 | 16 388       | 33,68        | 18 593      | 42,14       |  |
|                | Guénhaël Huet élu    | diss. UMP           | 15 261       | 31,37        | 25 528      | 57,86       |  |
|                | Frédérique Heurguier | PS                  | 6 926        | 14,24        |             |             |  |
|                | Lydie Crespin        | UDF–MoDem           | 2 648        | 5,44         |             |             |  |
|                | François Dufour      | Extrême gauche (GA) | 2 382        | 4,9          |             |             |  |
|                | Élisabeth Touzot     | FN                  | 1 176        | 2,42         |             |             |  |
|                | Didier Lecolazet     | CPNT                | 1 114        | 2,29         |             |             |  |
|                | Bernard Daragon      | LCR                 | 649          | 1,33         |             |             |  |
|                | Chantal Derouf       | MÉI                 | 610          | 1,25         |             |             |  |
|                | Marc Brière          | PCF                 | 426          | 0,88         |             |             |  |
|                | Anne Berneur         | MPF                 | 419          | 0,86         |             |             |  |
|                | Idilio Valdenebro    | LO                  | 346          | 0,71         |             |             |  |
|                | Bénédicte Brodin     | Divers              | 306          | 0,63         |             |             |  |
|                |                      |                     |              |              |             |             |  |
| Inscrits       | Inscrits             | Inscrits            | 76 020       | 100,00       | 76 013      | 100,00      |  |
| Abstentions    | Abstentions          | Abstentions         | 26 091       | 34,32        | 28 358      | 37,31       |  |
| Votants        | Votants              | Votants             | 49 929       | 65,68        | 47 655      | 62,69       |  |
| Blancs et nuls | Blancs et nuls       | Blancs et nuls      | 1 278        | 2,56         | 3 534       | 7,42        |  |
| Exprimés       | Exprimés             | Exprimés            | 48 651       | 97,44        | 44 121      | 92,58       |  |

### Élections de 2012
| Candidat       | Candidat                    | Parti          | Premier tour | Premier tour | Second tour | Second tour |  |
| Candidat       | Candidat                    | Parti          | Voix         | %            | Voix        | %           |  |
| -------------- | --------------------------- | -------------- | ------------ | ------------ | ----------- | ----------- |  |
|                | Guénhaël Huet sortant réélu | UMP            | 24 482       | 42,86        | 31 814      | 60,71       |  |
|                | Gérard Sauré                | PRG (PS)       | 9 449        | 16,54        | 20 586      | 39,29       |  |
|                | Gérard Dieudonné            | diss. PS       | 7 839        | 13,72        |             |             |  |
|                | Marie-Françoise Kurdziel    | RBM (FN)       | 5 592        | 9,79         |             |             |  |
|                | Bernard Tréhet              | CpF (Divers)   | 4 740        | 8,30         |             |             |  |
|                | Jean Leguelinel             | EÉLV           | 1 933        | 3,38         |             |             |  |
|                | Patrice Cella               | FG (PCF) (PG)  | 1 876        | 3,28         |             |             |  |
|                | Olivier Pjanic              | DLR            | 928          | 1,62         |             |             |  |
|                | Laurence Derrey             | LO             | 288          | 0,50         |             |             |  |
|                |                             |                |              |              |             |             |  |
| Inscrits       | Inscrits                    | Inscrits       | 94 610       | 100,00       | 94 632      | 100,00      |  |
| Abstentions    | Abstentions                 | Abstentions    | 36 235       | 38,3         | 39 744      | 42          |  |
| Votants        | Votants                     | Votants        | 58 375       | 61,7         | 54 888      | 58          |  |
| Blancs et nuls | Blancs et nuls              | Blancs et nuls | 1 248        | 2,14         | 2 488       | 4,53        |  |
| Exprimés       | Exprimés                    | Exprimés       | 57 127       | 97,86        | 52 400      | 95,47       |  |

### Élections de 2017
Les élections législatives françaises de 2017 ont eu lieu les dimanches 11 et 18 juin 2017.
|                                                                           |                                                                                        |                           |                           |                          |                          |
|                                                                           |                                                                                        | Premier tour 11 juin 2017 | Premier tour 11 juin 2017 | Second tour 18 juin 2017 | Second tour 18 juin 2017 |
|                                                                           |                                                                                        |                           |                           |                          |                          |
|                                                                           |                                                                                        | Nombre                    | % des inscrits            | Nombre                   | % des inscrits           |
| Inscrits                                                                  | Inscrits                                                                               | 95 491                    | 100,00                    | 95 484                   | 100,00                   |
| Abstentions                                                               | Abstentions                                                                            | 43 173                    | 45,21                     | 49 159                   | 51,48                    |
| Votants                                                                   | Votants                                                                                | 52 318                    | 54,79                     | 46 325                   | 48,52                    |
|                                                                           |                                                                                        |                           | % des votants             |                          | % des votants            |
| Bulletins blancs                                                          | Bulletins blancs                                                                       | 871                       | 1,66                      | 2 498                    | 5,39                     |
| Bulletins nuls                                                            | Bulletins nuls                                                                         | 341                       | 0,65                      | 890                      | 1,92                     |
| Suffrages exprimés                                                        | Suffrages exprimés                                                                     | 51 106                    | 97,68                     | 42 937                   | 92,69                    |
|                                                                           |                                                                                        |                           |                           |                          |                          |
| Étiquette politique                                                       | Étiquette politique                                                                    | Voix                      | % des exprimés            | Voix                     | % des exprimés           |
|                                                                           |                                                                                        |                           |                           |                          |                          |
|                                                                           | Bertrand Sorre La République en marche                                                 | 22 954                    | 44,91                     | 26 191                   | 61,00                    |
|                                                                           | Guénhaël Huet (député sortant) Les Républicains (Union des démocrates et indépendants) | 13 929                    | 27,26                     | 16 746                   | 39,00                    |
|                                                                           | Marie-Françoise Kurdziel Front national                                                | 5 038                     | 9,86                      |                          |                          |
|                                                                           | Patrick Grimbert La France insoumise                                                   | 3 236                     | 6,33                      |                          |                          |
|                                                                           | Miloud Mansour Parti communiste français (Front de gauche)                             | 1 610                     | 3,15                      |                          |                          |
|                                                                           | Nicolas Ferreira Divers gauche (Parti socialiste - Europe Écologie Les Verts)          | 1 542                     | 3,02                      |                          |                          |
|                                                                           | Sophie Nicklaus Europe Écologie Les Verts                                              | 1 290                     | 2,52                      |                          |                          |
|                                                                           | Amélia Bertrand Divers (Union populaire républicaine)                                  | 411                       | 0,80                      |                          |                          |
|                                                                           | Laurence Derrey Lutte ouvrière                                                         | 371                       | 0,73                      |                          |                          |
|                                                                           | Quentin Douté Extrême droite (Parti de la France)                                      | 312                       | 0,61                      |                          |                          |
|                                                                           | Jean-François Hème Écologiste (Mouvement 100 %)                                        | 298                       | 0,58                      |                          |                          |
|                                                                           | Régis Breux Divers gauche (Parti de la démondialisation)                               | 115                       | 0,23                      |                          |                          |
| Source : Ministère de l'Intérieur - Deuxième circonscription de la Manche |                                                                                        |                           |                           |                          |                          |

### Élections de 2022
| Résultats des élections législatives des 12 et 19 juin 2022 de la 2e circonscription de la Manche |                          |                          |                          |              |              |             |             |
| Candidat                                                                                          | Candidat                 | Parti et coalition       | Nuance                   | Premier tour | Premier tour | Second tour | Second tour |
| Candidat                                                                                          | Candidat                 | Parti et coalition       | Nuance                   | Voix         | %            | Voix        | %           |
|                                                                                                   | Bertrand Sorre           | LREM (ENS)               | ENS                      | 20 620       | 42,62        | 28 280      | 64,45       |
|                                                                                                   | Patrick Grimbert         | FI (NUPES)               | NUP                      | 8 949        | 18,50        | 15 601      | 35,55       |
|                                                                                                   | Marie-Françoise Kurdziel | RN                       | RN                       | 8 701        | 17,99        |             |             |
|                                                                                                   | Erwan Toulec-Dufour      | LR (UDC)                 | LR                       | 3 859        | 7,98         |             |             |
|                                                                                                   | Denis Féret              | REC                      | REC                      | 1 648        | 3,41         |             |             |
|                                                                                                   | Florence Filuzeau        | SE                       | ECO                      | 1 466        | 3,03         |             |             |
|                                                                                                   | Anne-Marie Lair          | EPL                      | ECO                      | 1 155        | 2,39         |             |             |
|                                                                                                   | Valérie Gouzien          | PA                       | ECO                      | 521          | 1,08         |             |             |
|                                                                                                   | Cédric Bazincourt        | DLF (UPF)                | DSV                      | 514          | 1,06         |             |             |
|                                                                                                   | Thomas Journel           | SE                       | DVG                      | 489          | 1,01         |             |             |
|                                                                                                   | Mai Tran                 | LO                       | DXG                      | 456          | 0,94         |             |             |
| Votes valides                                                                                     | Votes valides            | Votes valides            | Votes valides            | 48 378       | 97,36        | 43 881      | 92.22       |
| Votes blancs                                                                                      | Votes blancs             | Votes blancs             | Votes blancs             | 932          | 1,88         | 2 573       | 5.41        |
| Votes nuls                                                                                        | Votes nuls               | Votes nuls               | Votes nuls               | 379          | 0,76         | 1 128       | 2.37        |
| Total                                                                                             | Total                    | Total                    | Total                    | 49 689       | 100          | 47 582      | 100         |
| Abstention                                                                                        | Abstention               | Abstention               | Abstention               | 47 279       | 48,76        | 49 400      | 50.94       |
| Inscrits / participation                                                                          | Inscrits / participation | Inscrits / participation | Inscrits / participation | 96 968       | 54,24        | 96 982      | 49.06       |

### Élections de 2024
| Candidat                 | Candidat                 | Parti et coalition       | Nuances                  | Premier tour | Premier tour | Second tour | Second tour |
| Candidat                 | Candidat                 | Parti et coalition       | Nuances                  | Voix         | %            | Voix        | %           |
| ------------------------ | ------------------------ | ------------------------ | ------------------------ | ------------ | ------------ | ----------- | ----------- |
|                          | Bertrand Sorre           | RE (ENS)                 | ENS                      | 26 555       | 39,91        |             |             |
|                          | Marie-Françoise Kurdziel | RN                       | RN                       | 21 185       | 31,84        |             |             |
|                          | Patrick Grimbert         | LFI (NFP)                | UG                       | 11 529       | 17,33        |             |             |
|                          | Julie Barenton-Guillas   | LR                       | DVD                      | 5 739        | 8,62         |             |             |
|                          | Thi Mai Tram Tran        | LO                       | EXG                      | 811          | 1,22         |             |             |
|                          | Hervé Retailleau         | REC                      | REC                      | 721          | 1,08         |             |             |
|                          |                          |                          |                          |              |              |             |             |
| Votes valides            | Votes valides            | Votes valides            | Votes valides            | 66 540       | 97,48        |             |             |
| Votes blancs             | Votes blancs             | Votes blancs             | Votes blancs             | 1 190        | 1,23         |             |             |
| Votes nuls               | Votes nuls               | Votes nuls               | Votes nuls               | 529          | 0,77         |             |             |
| Total                    | Total                    | Total                    | Total                    | 68 259       | 100          |             | 100         |
| Abstention               | Abstention               | Abstention               | Abstention               | 28 521       | 29,47        |             |             |
| Inscrits / participation | Inscrits / participation | Inscrits / participation | Inscrits / participation | 96 780       | 70,53        |             |             |

#### Département de la Manche
- La fiche de l'INSEE de cette circonscription : « Tableaux et Analyses de la deuxième circonscription de la Manche », sur insee.fr, site de l'Institut national de la statistique et des études économiques (consulté le 10 juin 2007) [PDF]
- « Tous les députés du département de la Manche depuis 1789 », sur assemblee-nationale.fr, site de l'Assemblée nationale française (consulté le 10 juin 2007)
- « Informations contentieuses sur le département de la Manche (Élections législatives de 2002) »(Archive.org • Wikiwix • Archive.is • Google • Que faire ?), sur conseil-constitutionnel.fr, site du Conseil constitutionnel (consulté le 13 juin 2007)

#### Circonscriptions en France
- « Carte des circonscriptions législatives en France », sur assemblee-nationale.fr, site de l'Assemblée nationale française (consulté le 10 juin 2007)
- « Résultats électoraux officiels en France »(Archive.org • Wikiwix • Archive.is • Google • Que faire ?), sur interieur.gouv.fr, site du ministère de l'Intérieur (France) (consulté le 13 juin 2007)
- Description et Atlas des circonscriptions électorales de France sur http://www.atlaspol.com, Atlaspol, site de cartographie géopolitique, consulté le 13 juin 2007.